# Kumi Naidoo
Kumi Naidoo (Sudáfrica, 1965) es un defensor de los derechos humanos, Secretario General de Amnistía Internacional desde agosto de 2018. Había sido el primer africano Director Ejecutivo Internacional de la ecologista Greenpeace.

## Activismo
Naidoo se involucró en la lucha por la liberación de su país cuando tenía 15 años. A consecuencia de sus actividades contra el apartheid, fue expulsado del colegio. Estuvo muy involucrado en la organización del vecindario, el trabajo de jóvenes en su comunidad y movilizaciones masivas contra el régimen de apartheid. En 1986, fue arrestado y acusado de violar las normas del estado de emergencia.
Cesó sus actividades por un año y decidió exiliarse en Inglaterra, donde fue Alumno Rhodes en Oxford y se doctoró en sociología.
Tras luchar contra el apartheid en Sudáfrica en los años 1970 y 1980, encabezó campañas globales para acabar con el hambre y defender los derechos humanos.
Se involucró en el desarrollo de Greenpeace en África y se hizo miembro de su consejo de administración cuando abrió sus oficinas en Johannesburgo y Kinshasa en 2008.
Ha dirigido la Global Campaign for Climate Action que reúne a grupos ecologistas, humanitarios, religiosos, defensores de derechos humanos, sindicatos y científicos entre otros, y ha organizado manifestaciones masivas en torno a las negociaciones climáticas.
Está casado y tiene dos hijos.